# Систематическая номенклатура алканов
По номенклатуре ИЮПАК названия предельных углеводородов (алканов) характеризуются суффиксом -ан. Первые четыре углеводорода носят исторически сложившиеся названия; начиная с пятого, в основе названия углеводорода лежит греческое название соответствующего числа углеродных атомов. Углеводороды, в которых все атомы углерода расположены в одну цепь, называются нормальными. Углеводороды с нормальной цепью углеродных атомов имеют следующие названия:
1. Метан — СH4
2. Этан — CH3—CH3
3. Пропан — CH3—CH2—CH3
4. Бутан — CH3—(CH2)2—CH3
5. Пентан — CH3—(CH2)3—CH3
6. Гексан — CH3—(CH2)4—CH3
7. Гептан — CH3—(CH2)5—CH3
8. Октан — CH3—(CH2)6—CH3
9. Нонан — CH3—(CH2)7—CH3
10. Декан — CH3—(CH2)8—CH3
11. Ундекан — CH3—(CH2)9—CH3
12. Додекан — CH3—(CH2)10—CH3
13. Тридекан — CH3—(CH2)11—CH3
14. Тетрадекан — CH3—(CH2)12—CH3
15. Пентадекан — CH3—(CH2)13—CH3
16. Гексадекан — CH3—(CH2)14—CH3
17. Гептадекан — CH3—(CH2)15—CH3
18. Октадекан — CH3—(CH2)16—CH3
19. Нонадекан — CH3—(CH2)17—CH3
20. Эйкозан — CH3—(CH2)18—CH3

## Названия углеводородов с разветвлёнными цепями

1. За основу названия данного соединения берут название углеводорода, соответствующее числу углеродных атомов главной цепи:
- главной цепью углеродных атомов считают самую длинную;
- если в углеводороде можно выделить две или несколько одинаково длинных цепей, то за главную выбирают ту из них, которая имеет наибольшее число разветвлений.

2. После установления главной цепи необходимо пронумеровать углеродные атомы. Нумерацию начинают с того конца цепи, к которому ближе примыкает любой из алкилов. Если разные алкилы находятся на равном удалении от обоих концов цепи, то нумерацию начинают с того конца, к которому ближе радикал с меньшим числом углеродных атомов (метил, этил, пропил и т. д.).

2,2,4-триметилпентан

Если же одинаковые радикалы, определяющие начало нумерации, находятся на равном удалении от обоих концов цепи, но с одной стороны их имеется большее число, чем с другой, то нумерацию начинают с того конца, где число разветвлений больше.

Называя соединение, сначала перечисляют заместители в алфавитном порядке (числительные не принимают во внимание), причём перед названием радикала ставят цифру, соответствующую номеру углеродного атома главной цепи, при котором находится данный радикал. После этого называют углеводород, соответствующий главной цепи углеродных атомов, отделяя слово от цифр дефисом.

Если углеводород содержит несколько одинаковых радикалов, то число их обозначают греческим числительным (ди, три, тетра и т. д.) и ставят перед названием этих радикалов, а их положение указывают, как обычно, цифрами, причём цифры разделяют запятыми, располагая в порядке их возрастания и ставят перед названием данных радикалов, отделяя их от него дефисом. Для простейших углеводородов изостроения сохраняются их несистематические названия (изобутан, изопентан, неопентан, изогексан).
Радикалы называют, заменяя суффикс -ан в названии углеводорода на -ил:
1. метил CH3—
2. этил CH3—CH2—
3. пропил CH3—CH2—CH2—
4. бутил CH3—CH2—CH2—CH2—
5. пентил (ранее — амил) CH3—CH2—CH2—CH2—CH2—

При построении названия сложных радикалов нумерацию их атомов начинают от углеродного атома со свободной валентностью.

Двухвалентные радикалы называют, добавляя к названию углеводорода суффикс -илен (кроме «метилен»).